# Campanha Romena
A Campanha da Romênia ocorreu de agosto de 1916 até dezembro de 1917, quando o Reino da Romênia se rendeu até a sua libertação pelos Aliados recomeçando a lutar em novembro de 1918.

## O dilema de Carlos
O Rei Carlos I da Romênia era membro da Dinastia Hohenzollern, portanto era primo do Kaiser Guilherme II da Alemanha e do Tsar Fernando I da Bulgária, ele aliou-se à Tríplice Entente secretamente em 1883. Quando a Primeira Guerra Mundial começou ele queria ajudar seus primos; apesar de que, as relações entre búlgaros e romenos não eram nada amigáveis; mas a opinião pública e os políticos preferiam aliar-se à Entente, o rei decidiu a neutralidade romena.

## Novas amizades
Quando Carlos I morreu em outubro de 1914, seu sobrinho Fernando I assumiu o trono, mas foi sua esposa a Rainha Maria de Saxe-Coburgo-Gota que negociou com à Entente a entrada da Romênia na guerra em troca da Transilvânia, uma região austro-húngara que continha a maioria da população de origem romena, apesar de alguns oficiais britânicos não mostrarem interesse pelo novo aliado, pois já previam que a Romênia seria na verdade um fardo para a Entente, pois o seu exército, apesar de conter mais de 500 mil soldados, era despreparado, seus oficiais e soldados eram mal treinados, suas táticas eram ultrapassadas e seus equipamentos já eram obsoletos, isso obrigaria a Entente a enviar ajuda aos romenos para não serem destruídos pelos austro-húngaros e búlgaros.

## Invasão da Transilvânia

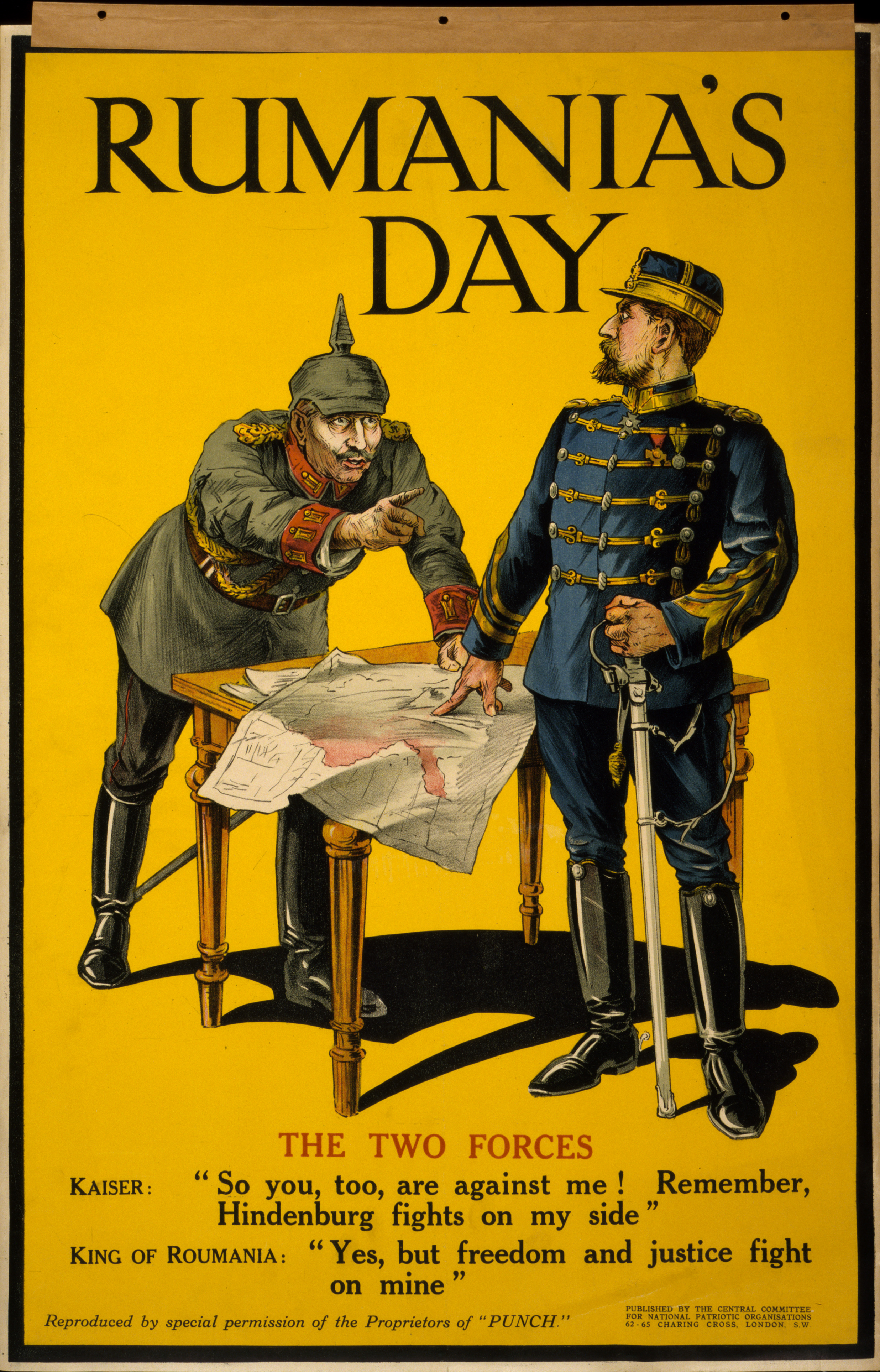
Propaganda britânica sobre a entrada da Romênia na Primeira Guerra Mundial

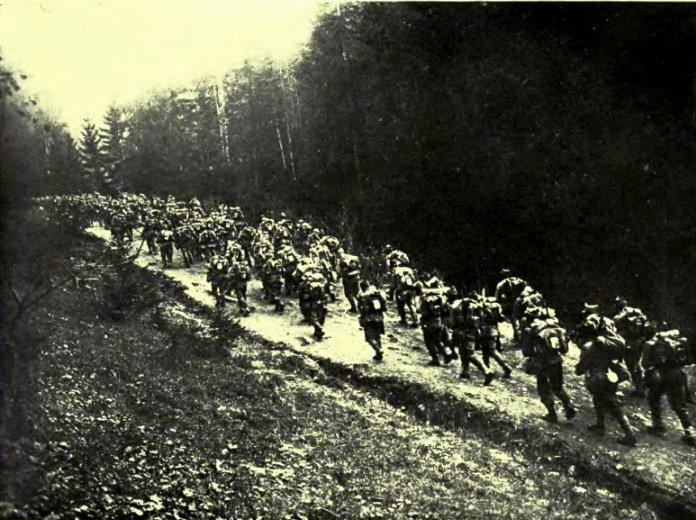
Tropas romenas marchando para os Cárpatos

Mesmo assim, o governo romeno decidiu aliar-se à Entente, declarando guerra à Áustria-Hungria, Bulgária, Alemanha e o Império Otomano, em agosto de 1916, durante a Ofensiva Brusilov, enquanto os russos fornecessem apoio, a Romênia poderia aguentar os Poderes Centrais. Três exércitos romenos foram enviados para conquistarem a Transilvânia, lançados a partir dos montes Cárpatos, a Batalha da Transilvânia foi inicialmente bem-sucedida conquistando algumas cidades, sendo bem recebidos pelos habitantes, entretanto os austríacos enviam quatro divisões que interrompem a ofensiva romena.

## Frente Sul
O General alemão August von Mackensen, liderando um exército que continha alemães, búlgaros e otomanos, invadiu o Dobruja rumo à cidade de Constanta, a principal base naval da Marinha Romena, os romenos não conseguiram impedir o avanço inimigo até que os russos enviam reforços que destroem forças búlgaras. Em setembro, a ofensiva da Transilvânia é cancelada e as tropas são enviadas para combater o avanço búlgaro no Sul. Para impedir a invasão do Dobruja, os romenos pedem que os Aliados lancem uma ofensiva na Macedônia, porém a ofensiva não conseguiu destruir os exércitos búlgaros e a situação romena não se alterou.

## Ofensiva Germânica

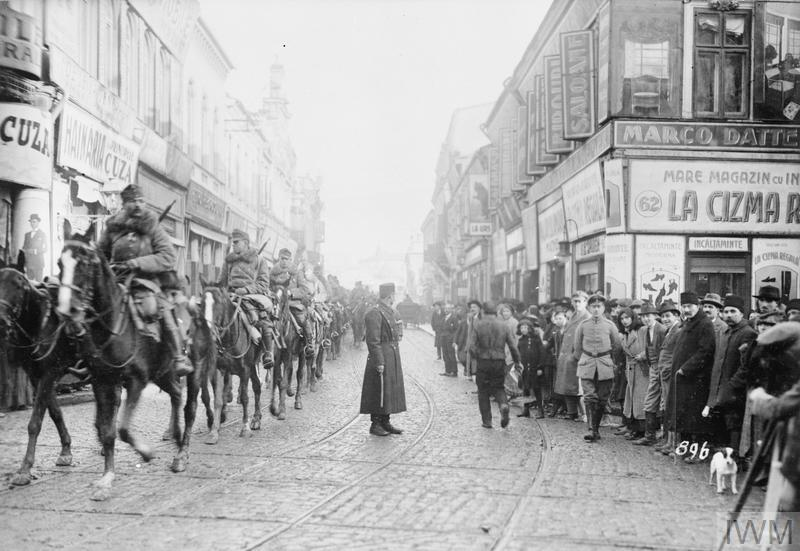
Entrada da cavalaria de Falkenhayn em Bucareste, 1916

Em setembro de 1916, o General alemão Erich von Falkenhayn assumiu o comando da Campanha Romena, logo após ter sido destituído da chefia do Estado-maior por ter garantido ao Kaiser que seu primo Fernando permaneceria neutro durante a guerra; ele lançou uma grande contra-ofensiva na Transilvânia que obrigou os romenos à baterem em retirada, os austríacos recuperam suas cidades e derrotam as tentativas romenas de contra-atacar. No Sul, o General Mackensen lança sua ofensiva em outubro, derrotando os exércitos romenos e russos que evacuaram para Constanta, com a falta de suprimentos que eram enviados pela Rússia e a desmoralização, Mackensen iniciou a secreta travessia do Danúbio em novembro, promovendo um ataque surpresa que destroçou as forças romenas abrindo caminho para a capital Bucareste, o General Prezan tentou um contra-ataque reunindo todas as forças romenas, mas os russos recusaram a proposta, preferindo enviar alguns reforços para a capital.
O ataque falhou, Mackensen e Falkenhayn destruíram os exércitos romenos em apenas três dias, o governo romeno muda-se para Iaşi. Em 6 de dezembro de 1916, Falkenhayn e sua cavalaria marcham por Bucareste. Com os romenos em retirada, a Rússia envia várias divisões para impedir uma invasão no Sul.

## Campanha de 1917

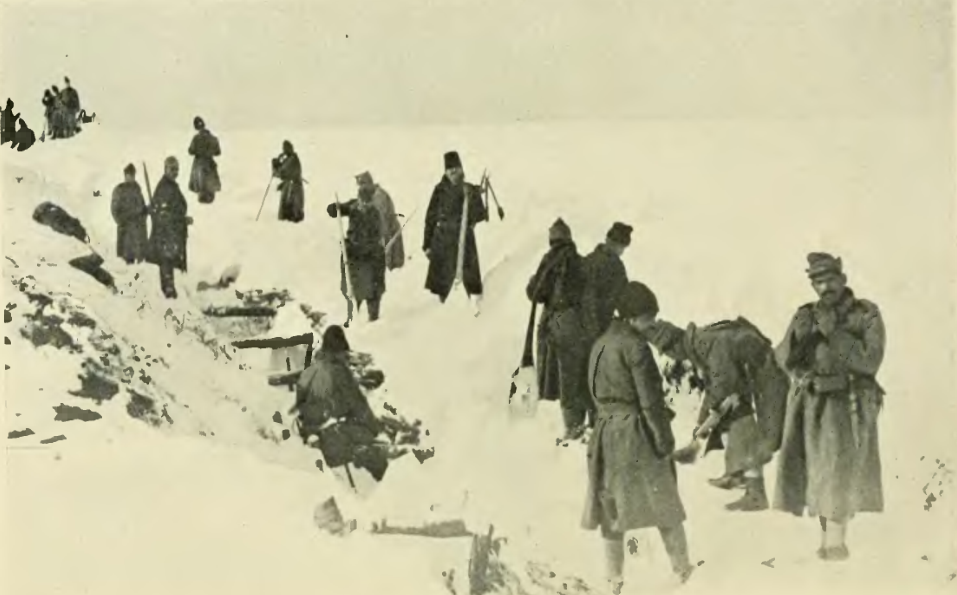
Soldados romenos entrincheirados

Em 1917, os romenos se reorganizaram em Iaşi. O Exército Romeno foi reconstruído com o apoio russo, britânico e francês, se fortalecendo na Moldávia e na Ucrânia, os Aliados forneceram 150 mil fuzis, 2 mil metralhadoras, 355 canhões e 1,3 milhões de granadas, também uma missão militar francesa foi enviada para treinar os romenos, com isso o exército romeno reuniu 400 mil soldados em 15 divisões de infantaria, 2 de cavalaria e 12 esquadrões da Força Aérea e os russos estacionaram mais de 1 milhão de soldados na Romênia.
Em maio, os exércitos romenos e russos lançaram uma ofensiva contra os austro-húngaros, e os russos ficaram surpreendidos com o ótimo desempenho romeno na ofensiva. Quando os bolcheviques tomaram o poder, a Rússia saiu da guerra, e a ofensiva foi cancelada, a Romênia não conseguiria continuar lutando sem o apoio russo, então assinou o armistício em 9 de dezembro de 1917.

## Tratado de Bucareste
A Romênia foi forçada à assinar o Tratado de Bucareste em 7 de maio de 1918, os Impérios Centrais repararam os danos que os aliados fizeram nos campos de petróleo onde capturaram mais de um milhão de toneladas de petróleo e mais de dois milhões de toneladas de grãos dos camponeses romenos, com a rendição, a Romênia viu seus desejos territoriais desaparecerem.

## Reentrada
Em 10 de novembro de 1918, após a bem sucedida ofensiva aliada em Salônica, onde a Bulgária foi forçada à se render, os romenos aproveitaram a saída da Bulgária e entraram novamente na guerra, no dia seguinte, em 11 de novembro de 1918, a Alemanha e seus aliadas se rendem e a grande guerra acaba.

## Recompensas

Máxima extensão territorial romena. Em verde, turquesa, laranja e azul: o antigo território romeno e seus ganhos territoriais em cinza: Transilvânia; salmão: Bessarábia; marrom: Bucovina.

A Romênia havia reentrado na hora exata para conseguir reivindicar o seu quinhão. Como recompensa pelos serviços prestados à Entente, os Aliados aceitaram os pedidos territoriais romenos e entregaram-lhe a Transilvânia, a Bessarábia e a Bucovina fazendo com que Romênia atingisse sua máxima extensão territorial até perder a Bessarábia e a Bucovina Setentrional para a URSS após a Segunda Guerra Mundial, por ter aliado-se aos alemães até 1944, quando o jovem Rei Miguel I realmente assume o poder e abandona o Eixo para se juntar aos Aliados, mesmo assim os Aliados entregaram aos soviéticos a Bessarábia e a Bucovina, pelo menos a Transilvânia permaneceu em mãos romenas; a Bulgária, que apesar de ter sido aliada dos nazistas, recebeu seu território perdido durante a Segunda Guerra Balcânica localizado na margem esquerda do Danúbio quando este já deságua no Mar Negro, a Romênia então obtém o seu atual limite territorial.